# 昭化路
昭化路是中華人民共和國上海市長寧區一條東西走向道路，西起凱旋路，東至延安西路。道路全长700米，宽度為4.8米至7米。道路前身是一條名為朱家浜的河流。1953年至1973年被填埋。1979年，得名昭化路，路名來自於現今的四川省广元市昭化區。